# Stellersand
Stellersand (Polysticta stelleri) er en fugleart blandt de egentlige andefugle. Den er på størrelse med en troldand, men er nærmest beslægtet med edderfuglen. Arten yngler langs kysten og i søer og floder i det nordlige Sibirien og Alaska, mens den overvintrer på havet nær kysten, de fleste i Beringshavet, men nogle også blandt andet i Varangerfjorden i Norge samt i den østlige del af Østersøen. Stellersand er opkaldt efter den tyske naturhistoriker Georg Wilhelm Steller (1709-1746). Det er den eneste art i slægten Polysticta.

## Rødliste
Stellersanden er i den internationale rødliste angivet som sårbar. Dette skyldes, at bestanden i artens kerneområde i Alaska i øjeblikket går stærkt tilbage. Årsagen er ukendt.